# Chiesa di Sant'Antonio di Padova (Seriate)
La chiesa di Sant'Antonio di Padova è il principale luogo di culto cattolico di Cassinone, frazione di Seriate in provincia e diocesi di Bergamo. Fa parte del vicariato di Scanzo-Seriate.

## Storia
La comunità della frazione Cassinone alla fine del XIX secolo, grazie al suo fiorente sviluppo industriale, decise l'edificazione di un edificio di culto, e con atto del 1897 acquistò il terreno adatto alla nuova edificazione che fu iniziata nel medesimo anno su progetto dell'architetto Antonio Preda (1822-1914). La nuova chiesa fu consacrata dal vescovo Giacomo Radini-Tedeschi il 14 maggio 1913 accompagnato dal prelato Giovanni Roncalli poi papa.
La nuova chiesa fu eretta canonicamente a parrocchiale dal vescovo di Bergamo Luigi Maria Marelli il 16 maggio 1916 con lo smembramento dalle parrocchie di Seriate, Malpaga e Bagnatica. Il decreto fu reso esecutivo nel 1917.
La torre campanaria fu eretta nel 1924 su disegno di Giuseppe Bigoni in stile gotico con la benedizione del vescovo Marelli del nuovo concerto campanario in mi.b ìl 21 novembre 1924. Fu incaricato l'ingegner Gian Franco Mazzoleni per la costruzione dei due altari laterali realizzati nel 1945. La seconda metà del Novecento vide la chiesa oggetto di lavori di decoro e modernizzazione con la posa del nuovo altare rivolto verso i fedeli rispondente all'adeguamento liturgico delle chiese.
La chiesa con decreto del 27 maggio 1979 del vescovo di Bergamo Giulio Oggioni fu inserita nel vicariato foraneo di Scanzo-Seriate.

## Descrizione

### Esterno
L'edificio di culto è posto a lato della viabile urbana con un breve sagrato che ne anticipa la facciata affiancata dalla canonica. Il fronte principale è a gotico lombardo con parte centrale più avanzata rispetto alle due sezioni laterali arretrate e di minor altezza. Centralmente la facciata termina con il cornicione completo di archetti rampanti. le due lesene che delimitano la sezione terminano con una corniche che riprende gli archetti presenti nella sezione centrale. L'ingresso principale in stile gotico a tutto sesto con affresco che completa la lunetta. Un rosone è posto nella parte superiore atto a illuminare l'aula. La sezione laterale destra presenta l'ingresso minore inserito in uno sfondato a sesto acuto, mentre la parte superiore ha una monofora inserita sempre in uno sfondato. 

### Interno
L'interno a pianta quadrata a croce greca e a pianta ottagonale e anticipata dalla bussola lignea. La navata è sormontata dal tiburio a pianta ottagonale poggiante su archi a sesto acuto all'incrocio delle braccia della croce greca. Questo rende la struttura molto slanciata con venature che si incrociano sui bracci della croce dove s'imposta la volta a crociera che chiude i quattro spazi in cui è divisa la navata. La parte è completata da due rosoni posti sui lati dei bracci e dalle quattro finestre che sono nel tiburio. 
La zona del presbiterio a pianta rettangolare ha copertura cuspidale, è di misure inferiori rispetto alla navata, ed è illuminata da due finestre.
La navata è completata da due cappelle inserite in sfondati a sesto acuto presenti presso l'arco trionfale.